# Sportfreunde Siegen 2005-2006
Questa voce raccoglie le informazioni riguardanti lo Sportfreunde Siegen nelle competizioni ufficiali della stagione 2005-2006.

## Stagione
Nella stagione 2005-2006 il Siegen, allenato da Ján Kocian, Uwe Helmes e Hans Bongartz, concluse il campionato di 2. Bundesliga al 18º posto e retrocesse in Regionalliga. In Coppa di Germania il Siegen fu eliminato al primo turno dal Friburgo.

## Rosa
| N. |                       | Ruolo | Calciatore        |
| -- | --------------------- | ----- | ----------------- |
| 1  | Germania (bandiera)   | P     | Adnan Masić       |
| 2  | Germania (bandiera)   | D     | Björn Weikl       |
| 3  | Germania (bandiera)   | D     | Jens Matthies     |
| 4  | Croazia (bandiera)    | C     | Robert Vujevic    |
| 5  | Germania (bandiera)   | D     | Marco Stark       |
| 6  | Portogallo (bandiera) | A     | Gustavo Ribeiro   |
| 7  | Albania (bandiera)    | C     | Hüsni Tahiri      |
| 8  | Germania (bandiera)   | D     | Alexander Ecker   |
| 9  | Polonia (bandiera)    | A     | Mirosław Spizak   |
| 10 | Slovacchia (bandiera) | C     | Peter Németh      |
| 11 | Nigeria (bandiera)    | A     | Benedict Akwuegbu |
| 12 | Germania (bandiera)   | P     | Manuel Wolff      |
| 13 | Finlandia (bandiera)  | D     | Harri Ylönen      |
| 14 | Germania (bandiera)   | C     | Steffen Schmitt   |
| 15 | Nigeria (bandiera)    | D     | Gabriel Melkam    |

| N. |                       | Ruolo | Calciatore        |
| -- | --------------------- | ----- | ----------------- |
| 16 | Turchia (bandiera)    | D     | Cem Islamoglu     |
| 17 | Germania (bandiera)   | A     | Till Bettenstaedt |
| 18 | Germania (bandiera)   | C     | Andreas Nauroth   |
| 19 | Germania (bandiera)   | D     | Nils Döring       |
| 20 | Italia (bandiera)     | C     | Angelo Barletta   |
| 21 | Germania (bandiera)   | D     | Tobias Wurm       |
| 22 | Rep. Ceca (bandiera)  | D     | Lukáš Došek       |
| 23 | Polonia (bandiera)    | D     | Daniel Bogusz     |
| 29 | Portogallo (bandiera) | A     | Cafú              |
| 33 | Germania (bandiera)   | C     | Patrick Dama      |
| 34 | Germania (bandiera)   | A     | Markus Waldrich   |
| 35 | Germania (bandiera)   | D     | Sascha Bäcker     |
| 44 | Mali (bandiera)       | A     | Bakary Sinaba     |
| 46 | Germania (bandiera)   | C     | Sven Lintjens     |
| 54 | Italia (bandiera)     | A     | Giuseppe Reina    |

## Organigramma societario
Area tecnica
- Allenatore: Hans Bongartz
- Allenatore in seconda: Sascha Franz, Uwe Helmes
- Preparatore dei portieri: Andreas Koch, Klaus-Peter Woll
- Preparatori atletici:

## Calciomercato

### Sessione estiva
| Acquisti | Acquisti         | Acquisti          | Acquisti |
| R.       | Nome             | da                | Modalità |
| -------- | ---------------- | ----------------- | -------- |
| C        | Angelo Barletta  | Rot-Weiß Erfurt   |          |
| D        | Daniel Bogusz    | Arminia Bielefeld |          |
| D        | Lukáš Došek      | Slavia Praga      |          |
| C        | Sven Lintjens    | Rot-Weiss Essen   |          |
| D        | Gabriel Melkam   | Hansa Rostock     |          |
| A        | Sebastian Schoof | Rot-Weiss Essen   |          |
| A        | Mirosław Spizak  | Duisburg          |          |

| Cessioni | Cessioni         | Cessioni        | Cessioni |
| R.       | Nome             | da              | Modalità |
| -------- | ---------------- | --------------- | -------- |
| D        | Cem Islamoglu    | Sivasspor       |          |
| C        | Tomas Daumantas  | Fortuna Sittard |          |
| C        | Marco di Biccari | Nöttingen       |          |
| A        | Patrick Helmes   | Colonia         |          |
| A        | Lionel Lord      | Fortuna Sittard |          |
| D        | Michael Rundio   | Greuther Fürth  |          |
| C        | Jens Schlemper   | SG Betzdorf     |          |
| A        | Lars Toborg      | Wattenscheid 09 |          |

### Sessione invernale
| Acquisti | Acquisti          | Acquisti         | Acquisti |
| R.       | Nome              | da               | Modalità |
| -------- | ----------------- | ---------------- | -------- |
| A        | Benedict Akwuegbu | Wacker Innsbruck |          |
| A        | Cafú              | Boavista         |          |
| D        | Cem Islamoglu     | Sivasspor        |          |

| Cessioni | Cessioni         | Cessioni       | Cessioni |
| R.       | Nome             | da             | Modalità |
| -------- | ---------------- | -------------- | -------- |
| A        | Ralf Schmitt     | Monaco 1860 II |          |
| C        | Patrick Neumann  | Lippstadt 08   |          |
| A        | Sebastian Schoof | Paderborn      |          |

## Risultati

### 2. Bundesliga

#### Girone di andata
| Arbitro: | Perl |

|                         |           |  |
| Schwarz 8’ Federico 59’ | Marcatori |  |

| Arbitro: | Schempershauwe |

|                                               |           |  |
| Lintjens 35’ Bettenstaedt 49’, 81’ Bogusz 55’ | Marcatori |  |

| Arbitro: | Welz |

|  |           |                              |
|  | Marcatori | 52’, 69’ Lintjens 85’ Spizak |

| Arbitro: | Brombacher |

|                                |           |                                |
| Barletta 24’ Spizak 71’ (rig.) | Marcatori | 35’, 53’, 65’ McKenna 69’ Radu |

| Arbitro: | Winkmann |

|  |           |                       |
|  | Marcatori | 3’ (aut.) Velkoborský |

| Arbitro: | Grudzinski |

|            |           |              |
| Spizak 57’ | Marcatori | 44’ Di Salvo |

| Arbitro: | Stachowiak |

|            |           |  |
| Eigler 37’ | Marcatori |  |

| Arbitro: | Anklam |

|                         |           |                        |
| Döring 24’ Lintjens 87’ | Marcatori | 44’ Langen 68’ Kennedy |

| Arbitro: | Fandel |

|            |           |                    |
| Kanyuk 81’ | Marcatori | 23’ Giuseppe Reina |

| Arbitro: | Schößling |

|              |           |                       |
| Lintjens 49’ | Marcatori | 37’ Cerny 40’ Lehmann |

| Arbitro: | Pickel |

|          |           |  |
| Bick 40’ | Marcatori |  |

| Arbitro: | Dingert |

|                                  |           |  |
| Bettenstaedt 31’, 50’ Bogusz 48’ | Marcatori |  |

| Arbitro: | Henschel |

|                                            |           |  |
| Maaß 15’ Ndjeng 24’ Bollmann 41’ Dogan 74’ | Marcatori |  |

| Arbitro: | Brych |

|                                     |           |                           |
| Sichone 42’ (aut.) Bettenstaedt 72’ | Marcatori | 33’ Meijer 55’ Reghecampf |

| Arbitro: | Sahler |

|            |           |  |
| Döring 83’ | Marcatori |  |

| Arbitro: | Walz |

|             |           |  |
| Bogavac 25’ | Marcatori |  |

| Arbitro: | Frank |

|  |           |           |
|  | Marcatori | 49’ Curri |

#### Girone di ritorno
| Siegen 24 gennaio 2006, ore 18:00 CET 18ª giornata | Siegen | 0 – 0 referto | Karlsruhe | Leimbachstadion (6 176 spett.)\| Arbitro: \| Perl \| |
| Arbitro:                                           | Perl   |               |           |                                                      |

| Arbitro: | Seemann |

|                        |           |            |
| Teinert 30’ Holzer 86’ | Marcatori | 11’ Németh |

| Arbitro: | Lupp |

|  |           |                                          |
|  | Marcatori | 16’ Demai 68’ Dudić 78’ Örtülü 88’ Jäger |

| Arbitro: | Stachowiak |

|            |           |  |
| Gunkel 79’ | Marcatori |  |

| Arbitro: | Schriever |

|                                     |           |  |
| von Walsleben-Schied 59’ Brečko 81’ | Marcatori |  |

| Arbitro: | Kempter |

|              |           |  |
| Wagefeld 37’ | Marcatori |  |

| Arbitro: | Henschel |

|          |           |             |
| Cafú 43’ | Marcatori | 55’ Diabang |

| Arbitro: | Schmidt |

|              |           |                                     |
| Lintjens 40’ | Marcatori | 17’ Kleine 64’ Andreasen 86’ Eigler |

| Arbitro: | Welz |

|                            |           |  |
| Agostino 24’, 89’ Shao 54’ | Marcatori |  |

| Arbitro: | Kuhl |

|  |           |                                     |
|  | Marcatori | 3’ Book 45’ Kałużny 86’ Patschinski |

| Arbitro: | Schalk |

|                                      |           |                 |
| Cafú 30’, 45’ Nauroth 43’ Németh 67’ | Marcatori | 70’ (rig.) Bick |

| Arbitro: | Frank |

|                                               |           |              |
| Misimović 18’ (rig.), 25’ Barletta 48’ (aut.) | Marcatori | 83’ Akwuegbu |

| Arbitro: | Dingert |

|  |           |                        |
|  | Marcatori | 25’ Ndjeng 77’ Krösche |

| Arbitro: | Fleischer |

|                        |           |                      |
| Antar 50’ Pitroipa 72’ | Marcatori | 34’ Nauroth 81’ Cafú |

| Arbitro: | Schriever |

|                         |           |  |
| Ebbers 8’, 57’ Koen 41’ | Marcatori |  |

| Arbitro: | Schößling |

|                     |           |             |
| Melkam 74’ Cafú 75’ | Marcatori | 84’ Bogavac |

| Arbitro: | Schempershauwe |

|  |           |                       |
|  | Marcatori | 67’ Weikl 79’ Schmitt |

### Coppa di Germania
| Arbitro: | Fleischer |

|  |           |              |
|  | Marcatori | 37’ Iashvili |

## Statistiche

### Statistiche di squadra
| Competizione      | Punti | In casa | In casa | In casa | In casa | In casa | In casa | In trasferta | In trasferta | In trasferta | In trasferta | In trasferta | In trasferta | Totale | Totale | Totale | Totale | Totale | Totale | DR  |
| Competizione      | Punti | G       | V       | N       | P       | Gf      | Gs      | G            | V            | N            | P            | Gf           | Gs           | G      | V      | N      | P      | Gf     | Gs     | DR  |
| ----------------- | ----- | ------- | ------- | ------- | ------- | ------- | ------- | ------------ | ------------ | ------------ | ------------ | ------------ | ------------ | ------ | ------ | ------ | ------ | ------ | ------ | --- |
| 2. Bundesliga     | 31    | 17      | 5       | 5       | 7       | 24      | 27      | 17           | 3            | 2            | 12           | 11           | 27           | 34     | 8      | 7      | 19     | 35     | 54     | -19 |
| Coppa di Germania | -     | 1       | 0       | 0       | 1       | 0       | 1       | 0            | 0            | 0            | 0            | 0            | 0            | 1      | 0      | 0      | 1      | 0      | 1      | -1  |
| Totale            | 31    | 18      | 5       | 5       | 8       | 24      | 28      | 17           | 3            | 2            | 12           | 11           | 27           | 35     | 8      | 7      | 20     | 35     | 55     | -20 |

### Andamento in campionato
| Giornata  | 1  | 2 | 3 | 4 | 5 | 6 | 7 | 8  | 9  | 10 | 11 | 12 | 13 | 14 | 15 | 16 | 17 | 18 | 19 | 20 | 21 | 22 | 23 | 24 | 25 | 26 | 27 | 28 | 29 | 30 | 31 | 32 | 33 | 34 |
| --------- | -- | - | - | - | - | - | - | -- | -- | -- | -- | -- | -- | -- | -- | -- | -- | -- | -- | -- | -- | -- | -- | -- | -- | -- | -- | -- | -- | -- | -- | -- | -- | -- |
| Luogo     | T  | C | T | C | T | C | T | C  | T  | C  | T  | C  | T  | C  | C  | T  | C  | C  | T  | C  | T  | T  | T  | C  | C  | T  | C  | C  | T  | C  | T  | T  | C  | T  |
| Risultato | P  | V | V | P | V | N | P | N  | N  | P  | P  | V  | P  | N  | V  | P  | P  | N  | P  | P  | P  | P  | P  | N  | P  | P  | P  | V  | P  | P  | N  | P  | V  | V  |
| Posizione | 16 | 7 | 2 | 9 | 6 | 6 | 9 | 10 | 10 | 11 | 14 | 13 | 13 | 12 | 13 | 14 | 14 | 14 | 14 | 14 | 14 | 14 | 16 | 17 | 18 | 18 | 18 | 18 | 18 | 18 | 18 | 18 | 18 | 18 |

Legenda:

Luogo: C = Casa; T = Trasferta. Risultato: V = Vittoria; N = Pareggio; P = Sconfitta.

### Statistiche dei giocatori
| Giocatore       | 2. Bundesliga | 2. Bundesliga | 2. Bundesliga | 2. Bundesliga | Coppa di Germania | Coppa di Germania | Coppa di Germania | Coppa di Germania | Totale   | Totale | Totale      | Totale     |
| Giocatore       | Presenze      | Reti          | Ammonizioni   | Espulsioni    | Presenze          | Reti              | Ammonizioni       | Espulsioni        | Presenze | Reti   | Ammonizioni | Espulsioni |
| --------------- | ------------- | ------------- | ------------- | ------------- | ----------------- | ----------------- | ----------------- | ----------------- | -------- | ------ | ----------- | ---------- |
| B. Akwuegbu     | 10            | 1             | 1             | 0             | 0                 | 0                 | 0                 | 0                 | 10       | 1      | 1           | 0          |
| A. Barletta     | 30            | 1             | 8             | 1             | 1                 | 0                 | 1                 | 0                 | 31       | 1      | 9           | 1          |
| T. Bettenstaedt | 27            | 5             | 5             | 0             | 1                 | 0                 | 0                 | 0                 | 28       | 5      | 5           | 0          |
| D. Bogusz       | 28            | 2             | 3             | 0             | 1                 | 0                 | 0                 | 0                 | 29       | 2      | 3           | 0          |
| S. Bäcker       | 16            | 0             | 1             | 0             | 0                 | 0                 | 0                 | 0                 | 16       | 0      | 1           | 0          |
| C. Cafú         | 13            | 5             | 5             | 0             | 0                 | 0                 | 0                 | 0                 | 13       | 5      | 5           | 0          |
| P. Dama         | 18            | 0             | 2             | 0             | 0                 | 0                 | 0                 | 0                 | 18       | 0      | 2           | 0          |
| L. Došek        | 28            | 0             | 2             | 0             | 1                 | 0                 | 0                 | 0                 | 29       | 0      | 2           | 0          |
| N. Döring       | 30            | 2             | 8             | 0             | 1                 | 0                 | 0                 | 0                 | 31       | 2      | 8           | 0          |
| A. Ecker        | 0             | 0             | 0             | 0             | 0                 | 0                 | 0                 | 0                 | 0        | 0      | 0           | 0          |
| C. Islamoglu    | 11            | 0             | 1             | 0             | 0                 | 0                 | 0                 | 0                 | 11       | 0      | 1           | 0          |
| S. Lintjens     | 26            | 6             | 6             | 0             | 1                 | 0                 | 0                 | 0                 | 27       | 6      | 6           | 0          |
| A. Masić        | 34            | 0             | 2             | 0             | 1                 | 0                 | 0                 | 0                 | 35       | 0      | 2           | 0          |
| J. Matthies     | 4             | 0             | 0             | 0             | 0                 | 0                 | 0                 | 0                 | 4        | 0      | 0           | 0          |
| G. Melkam       | 27            | 1             | 3             | 0             | 0                 | 0                 | 0                 | 0                 | 27       | 1      | 3           | 0          |
| A. Nauroth      | 24            | 2             | 1             | 0             | 1                 | 0                 | 0                 | 0                 | 25       | 2      | 1           | 0          |
| P. Neumann      | 1             | 0             | 0             | 0             | 0                 | 0                 | 0                 | 0                 | 1        | 0      | 0           | 0          |
| P. Németh       | 29            | 2             | 8             | 0             | 1                 | 0                 | 0                 | 0                 | 30       | 2      | 8           | 0          |
| G. Reina        | 14            | 1             | 1             | 0             | 0                 | 0                 | 0                 | 0                 | 14       | 1      | 1           | 0          |
| G. Ribeiro      | 0             | 0             | 0             | 0             | 0                 | 0                 | 0                 | 0                 | 0        | 0      | 0           | 0          |
| R. Schmitt      | 0             | 0             | 0             | 0             | 1                 | 0                 | 0                 | 0                 | 1        | 0      | 0           | 0          |
| S. Schmitt      | 13            | 1             | 1             | 0             | 0                 | 0                 | 0                 | 0                 | 13       | 1      | 1           | 0          |
| S. Schoof       | 7             | 0             | 0             | 0             | 0                 | 0                 | 0                 | 0                 | 7        | 0      | 0           | 0          |
| B. Sinaba       | 1             | 0             | 0             | 0             | 0                 | 0                 | 0                 | 0                 | 1        | 0      | 0           | 0          |
| M. Spizak       | 29            | 3             | 6             | 0             | 1                 | 0                 | 0                 | 0                 | 30       | 3      | 6           | 0          |
| M. Stark        | 7             | 0             | 0             | 1             | 0                 | 0                 | 0                 | 0                 | 7        | 0      | 0           | 1          |
| H. Tahiri       | 1             | 0             | 0             | 0             | 0                 | 0                 | 0                 | 0                 | 1        | 0      | 0           | 0          |
| R. Vujevic      | 0             | 0             | 0             | 0             | 0                 | 0                 | 0                 | 0                 | 0        | 0      | 0           | 0          |
| M. Waldrich     | 0             | 0             | 0             | 0             | 0                 | 0                 | 0                 | 0                 | 0        | 0      | 0           | 0          |
| B. Weikl        | 29            | 1             | 4             | 1             | 1                 | 0                 | 0                 | 0                 | 30       | 1      | 4           | 1          |
| M. Wolff        | 0             | 0             | 0             | 0             | 0                 | 0                 | 0                 | 0                 | 0        | 0      | 0           | 0          |
| T. Wurm         | 0             | 0             | 0             | 0             | 0                 | 0                 | 0                 | 0                 | 0        | 0      | 0           | 0          |
| H. Ylönen       | 1             | 0             | 0             | 0             | 0                 | 0                 | 0                 | 0                 | 1        | 0      | 0           | 0          |